# Campeonato mundial A de hockey patines masculino de 1995
El XXXII Campeonato mundial de hockey sobre patines masculino se celebró en Recife, Brasil, entre el 23 de septiembre y el 30 de septiembre de 1995. 
En el torneo participaron las selecciones de hockey de 12 países, repartidas en la primera ronda en 2 grupos.
La final del campeonato fue disputada por las selecciones de Argentina y Portugal. El partido concluyó con el resultado de cinco goles a uno a favor de Argentina (dos a uno resultado al descanso), los goles fueron marcados por Salinas, Allende, Velázquez, Páez y Roldán para Argentina y Rui Lopes para Portugal. 
La medalla de Bronce fue para la selección de España

## Equipos participantes
12 selecciones nacionales participaron del torneo, de los cuales 8 equipos eran de Europa, 3 eran de América y 1 de África.
| Grupo A      | Grupo B  |
| Andorra      | Alemania |
| Angola       | Brasil   |
| Argentina    | Chile    |
| Brasil       | España   |
| Países Bajos | Francia  |
| Portugal     | Italia   |

## Primera Fase

### Grupo A
| Equipo       | Pts | PJ | PG | PE | PP | GF | GC | Dif |
| ------------ | --- | -- | -- | -- | -- | -- | -- | --- |
| Portugal     | 10  | 5  | 5  | 0  | 0  | 40 | 14 | +26 |
| Argentina    | 8   | 5  | 4  | 0  | 1  | 45 | 7  | +38 |
| Brasil       | 6   | 5  | 3  | 0  | 2  | 16 | 16 | 0   |
| Angola       | 4   | 5  | 2  | 0  | 3  | 15 | 27 | -12 |
| Países Bajos | 2   | 5  | 1  | 0  | 4  | 12 | 38 | -26 |
| Andorra      | 0   | 5  | 0  | 0  | 5  | 10 | 36 | -26 |

| Andorra      | 1:4  | Angola       |
| Brasil       | 6:3  | Países Bajos |
| Portugal     | 3:2  | Argentina    |
| Argentina    | 3:0  | Brasil       |
| Angola       | 4:10 | Portugal     |
| Andorra      | 2:3  | Países Bajos |
| Andorra      | 3:12 | Portugal     |
| Brasil       | 3:2  | Angola       |
| Argentina    | 17:1 | Países Bajos |
| Portugal     | 6:3  | Brasil       |
| Países Bajos | 3:4  | Angola       |
| Argentina    | 13:2 | Andorra      |
| Brasil       | 4:2  | Andorra      |
| Argentina    | 10:1 | Angola       |
| Portugal     | 9:2  | Países Bajos |

### Grupo B
| Equipo   | Pts | PJ | PG | PE | PP | GF | GC | Dif |
| -------- | --- | -- | -- | -- | -- | -- | -- | --- |
| España   | 8   | 5  | 4  | 0  | 1  | 35 | 8  | +27 |
| Suiza    | 8   | 5  | 4  | 0  | 1  | 17 | 11 | +6  |
| Italia   | 8   | 5  | 4  | 0  | 1  | 37 | 15 | +22 |
| Alemania | 4   | 5  | 2  | 0  | 3  | 12 | 23 | -11 |
| Francia  | 1   | 5  | 0  | 1  | 4  | 13 | 27 | -14 |
| Chile    | 1   | 5  | 0  | 1  | 4  | 11 | 41 | -30 |

| España   | 4:5  | Italia   |
| Francia  | 2:4  | Alemania |
| Chile    | 1:6  | Suiza    |
| Francia  | 2:6  | Italia   |
| Chile    | 1:9  | España   |
| Alemania | 1:2  | Suiza    |
| Francia  | 3:4  | Suiza    |
| España   | 9:0  | Alemania |
| Italia   | 17:2 | Chile    |
| Italia   | 7:2  | Alemania |
| España   | 4:0  | Suiza    |
| Francia  | 4:4  | Chile    |
| España   | 9:2  | Francia  |
| Suiza    | 5:2  | Italia   |
| Chile    | 3:5  | Alemania |

## Fase final

### Puestos del 1 al 8
|  | Cuartos de final         | Cuartos de final         |                          |        | Semifinales  | Semifinales  |  |  | Final                    | Final |
|  |                          |                          |                          |        |              |              |  |  |                          |       |
|  | 28 de septiembre de 1995 |                          |                          |        |              |              |  |  |                          |       |
|  |                          |                          |                          |        |              |              |  |  |                          |       |
|  | Portugal                 | 11                       |                          |        |              |              |  |  |                          |       |
|  | Portugal                 | 11                       | 29 de septiembre de 1995 |        |              |              |  |  |                          |       |
|  | Alemania                 | 3                        |                          |        |              |              |  |  |                          |       |
|  | Alemania                 | 3                        | Portugal                 | 5      |              |              |  |  |                          |       |
|  | 28 de septiembre de 1995 |                          | Portugal                 | 5      |              |              |  |  |                          |       |
|  |                          | Brasil                   | 1                        |        |              |              |  |  |                          |       |
|  | Suiza                    | Brasil                   | 1                        | 3      |              |              |  |  |                          |       |
|  | Suiza                    |                          | 30 de septiembre de 1995 | 3      |              |              |  |  |                          |       |
|  | Brasil                   | 5                        |                          |        |              |              |  |  |                          |       |
|  | Brasil                   | 5                        | Portugal                 | 1      |              |              |  |  |                          |       |
|  | 28 de septiembre de 1995 |                          | Portugal                 | 1      |              |              |  |  |                          |       |
|  |                          | Argentina                | 5                        |        |              |              |  |  |                          |       |
|  | España                   | Argentina                | 5                        | 4      |              |              |  |  |                          |       |
|  | España                   | 29 de septiembre de 1995 |                          | 4      |              |              |  |  |                          |       |
|  | Angola                   | 0                        |                          |        |              |              |  |  |                          |       |
|  | Angola                   | 0                        | España                   | 2      | Tercer lugar | Tercer lugar |  |  |                          |       |
|  | 28 de septiembre de 1995 |                          | España                   | 2      |              |              |  |  |                          |       |
|  |                          | Argentina                | 3                        |        |              |              |  |  |                          |       |
|  | Argentina                | Argentina                | 3                        | 4      | Brasil       | 0            |  |  |                          |       |
|  | Argentina                |                          |                          | 4      | Brasil       | 0            |  |  |                          |       |
|  | Italia                   | 3                        |                          | España | 2            |              |  |  |                          |       |
|  | Italia                   | 3                        |                          |        | 2            |              |  |  |                          |       |
|  |                          |                          |                          |        |              |              |  |  | 30 de septiembre de 1995 |       |
|  |                          |                          |                          |        |              |              |  |  |                          |       |

|  | Eliminatoria del 5º al 8º | Eliminatoria del 5º al 8º |   |                          | 5º y 6º Puesto           | 5º y 6º Puesto |  |
|  |                           |                           |   |                          |                          |                |  |
|  |                           |                           |   |                          |                          |                |  |
|  | 29 de septiembre de 1995  |                           |   |                          |                          |                |  |
|  | Alemania                  | 0                         |   |                          |                          |                |  |
|  | Suiza                     | 5                         |   |                          |                          |                |  |
|  |                           |                           |   |                          |                          |                |  |
|  |                           |                           |   |                          | 30 de septiembre de 1995 |                |  |
|  |                           |                           |   |                          | Suiza                    | 1              |  |
|  |                           | Italia                    | 5 |                          |                          |                |  |
|  |                           |                           |   |                          |                          |                |  |
|  |                           |                           |   |                          |                          |                |  |
|  |                           |                           |   |                          | 7º y 8º Puesto           |                |  |
|  | 29 de septiembre de 1995  | 29 de septiembre de 1995  |   | 30 de septiembre de 1995 | 30 de septiembre de 1995 |                |  |
|  | Angola                    | 2                         |   | Alemania                 | 4                        |                |  |
|  | Italia                    | 9                         |   |                          | Angola                   | 5              |  |

### Puestos del 9 al 12
| Equipo       | Pts | PJ | PG | PE | PP | GF | GC | Dif |
| ------------ | --- | -- | -- | -- | -- | -- | -- | --- |
| Francia      | 5   | 3  | 3  | 0  | 0  | 10 | 5  | +5  |
| Países Bajos | 3   | 3  | 2  | 0  | 1  | 5  | 7  | -2  |
| Chile        | 2   | 3  | 1  | 0  | 2  | 6  | 11 | -5  |
| Andorra      | 2   | 3  | 1  | 0  | 2  | 9  | 7  | +2  |

| Francia      | 3:2 | Andorra      |
| Países Bajos | 3:1 | Chile        |
| Andorra      | 4:0 | Países Bajos |
| Francia      | 5:1 | Chile        |
| Andorra      | 3:4 | Chile        |
| Países Bajos | 2:2 | Francia      |

## Estadísticas

### Clasisficación general
| 1. Argentina     |
| 2. Portugal      |
| 3. España        |
| 4. Brasil        |
| 5. Italia        |
| 6. Suiza         |
| 7. Angola        |
| 8. Alemania      |
| 9. Francia       |
| 10. Países Bajos |
| 11. Chile        |
| 12. Andorra      |

## Premios individuales

### Mayor goleador
```
 
Roberto Roldán
 13 goles
```